# 世界遺産基金
世界遺産基金（せかいいさんききん、英語: World Heritage Fund, フランス語: Fonds du patrimoine mondial）とは、国際連合教育科学文化機関（UNESCO）の世界遺産保護を目的として設立された信託基金である。世界遺産条約（1972年）の第15条から第18条をもとに設立され、「世界遺産条約履行のための作業指針」（以下、「作業指針」）などに、より詳しい規定がある。締約国の分担金や任意拠出金、および各種の寄付などを財源として、危機にさらされている世界遺産（危機遺産）の保護や、発展途上国の新規世界遺産登録の援助などに役立てられている。

## 財源
世界遺産基金の財源については、世界遺産条約第15条第3項に以下のような規定がある。
|    | 国名           | 支払い予定額（USD） |
| -- | -------------- | ------------------- |
| 1  | アメリカ合衆国 | 1,388,200           |
| 2  | 日本           | 1,049,100           |
| 3  | ドイツ         | 541,276             |
| 4  | イギリス       | 419,174             |
| 5  | フランス       | 397,656             |
| 6  | イタリア       | 360,548             |
| 7  | カナダ         | 187,912             |
| 8  | スペイン       | 187,344             |
| 9  | 中華人民共和国 | 168,288             |
| 10 | メキシコ       | 142,416             |

このうち、分担金と任意拠出金の扱いについては、世界遺産条約成立時に議論が紛糾する一因となった。先進国は任意拠出金のみを主張し、発展途上国は義務的な分担金とすることを主張したからである。どちらも組み入れた条文は、そうした対立の結果生まれたものである。
このうち分担金は、2年ごとに締約国が支払わなければならないもので、世界遺産条約では各国のUNESCO分担金の1%を超えない額と定められている。ただし、実際の運用に当たっては1%を支払うことになっている。参考までに2010年・2011年の2年間に拠出予定だった金額の上位10か国を掲げると、右表の通りである。1年間で考えると、おおよその予算規模は分担金が約300万ドル、任意拠出金が約100万ドルである。
日本は分担金上位の国であり、2012年分の分担金支払い額は約3,850万円であった。日本の世界遺産条約批准は125番目とかなり遅かったが、その一因はこの分担金支払いをめぐる国内議論がまとまらなかったことにあるとも指摘されている。
なお、上記のようにUNESCOや他の国連機関、政府や政府間機関、個人や法人からの寄付も受け付けている。寄付金はおよそ年間400万ドルほどが集まっているという。

## 使途
使途について「作業指針」は、
- 緊急援助 (Emergency assistance)
- 保全・管理援助 (Conservation and Management assistance)
- 準備援助 (Preparatory assistance)

の3つに分類している。かつては、「緊急援助」、「準備援助」、「研修・研究援助」、「技術協力」、「教育・広報・普及啓発のための援助」の5つに分類されていたが、現在では旧分類の最後の3つが「保全・管理援助」に統合されている。特に優先されるのは危機にさらされている世界遺産（危機遺産）リストに掲載されている物件に対する援助である。実際の運用では「緊急援助」と「準備援助」が大半を占めてきた。
なお、ガラパゴス諸島とキトの市街という2つの「世界遺産第1号」を抱えるエクアドルは、1979年10月から2013年5月までに上記3分類のすべてを含む56件、総額100万ドル以上の援助を受けている。また、1999年以降、国内の世界遺産がすべて危機遺産になっているコンゴ民主共和国の世界遺産に対しても、1979年から2012年までに41件、総額100万ドル以上の援助が行われており、こちらも上記3分類のすべてを含んでいる。

### 緊急援助
緊急援助は、人為的かそうでないかを問わず、不測の事態などによって重大な危機が迫っている、もしくは迫ることが予測される物件に対して適用される。たとえば、バムの大地震で主要建造物のほとんどが崩壊したバムとその文化的景観（イラン、2004年登録）の場合、緊急援助として5万ドルが拠出された。また、構成資産の主要部分が2010年に焼失してしまい危機遺産リストに加えられたウガンダのカスビのブガンダ歴代国王の墓（2001年登録）、2010年の大地震で被害を受けたハイチ唯一の世界遺産シタデル、サン＝スーシ城、ラミエール国立歴史公園（1982年登録）などでも緊急援助が適用されているほか、1999年以降、国内の世界遺産がすべて危機遺産になっているコンゴ民主共和国の世界遺産に対しては、個別にも全体にもたびたび緊急援助が行われている。緊急援助は当該国の申請を踏まえて拠出されるが、先進国からの申請はほとんど見られない。
なお、財政規模が限られる中では緊急援助に当てられる額にも限度があるため、ターリバーンによって破壊されたバーミヤン渓谷の文化的景観と古代遺跡群（アフガニスタン、2003年登録）のように大規模な修復が必要になる場合、緊急援助に加え、国際的な救済キャンペーンを展開し、広く協力を募る場合もある。

### 準備援助
準備援助は、世界遺産リストへの登録に向けた準備、すなわち世界遺産の暫定リストの作成や比較研究、および推薦書の作成などの援助を目的とするものである。世界遺産の推薦に当たっては適切な形で価値を証明する推薦書を作成する必要があり、しばしば専門家たちの力を借りることになるが、それには多額の費用がかかる。日本の琉球王国のグスク及び関連遺産群（2000年登録）では推薦書作成に1億円以上かかったという話もある。こうした費用は特に発展途上国にとっては大きな負担となり、先進国と発展途上国とで登録件数に差が開く一因とも指摘されている。「準備援助」はそうした問題に対応する枠である。

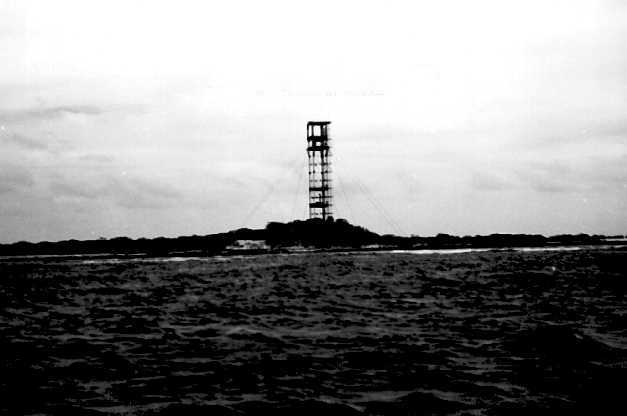
準備援助を受けて登録されたビキニ環礁核実験場

たとえば、マーシャル諸島唯一の世界遺産ビキニ環礁核実験場（2010年登録）は準備援助として3万ドル、フィジー唯一の世界遺産レブカの歴史的港湾市街（2013年登録）は23,500ドルが拠出されている。
当初援助を受けていなかったが、再挑戦で援助を受ける場合もある。ガンビア初の世界遺産となったクンタ・キンテ島と関連遺跡群（2003年登録）の場合、1996年審議の時点で比較研究の不足などを理由に登録が見送られ、その後、総額7万ドルの準備援助を受けて再推薦し、登録にこぎつけた経緯がある。また、推薦、再推薦の双方で援助を受ける場合もある。ブルキナファソ唯一の世界遺産ロロペニの遺跡群（2009年登録）の場合、2004年に2万ドルを助成されて準備したが、2006年の審議で登録が見送られ、2007年に新たに3万ドルの準備援助を受けて再推薦し、正式登録につなげている。

### 保全・管理援助

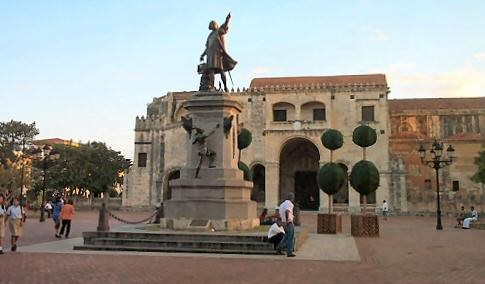
サントドミンゴの植民都市

保全・管理援助のうち、旧分類でいう「研修・研究援助」は保全や管理などに携わる職員の育成や、保全や管理などに関わる調査・研究活動に対する援助である。たとえば、ドミニカ共和国唯一の世界遺産サントドミンゴの植民都市については、観光の影響に関する研究のために24,207ドルが拠出された。
旧分類でいう「技術協力」は保全・管理活動などに必要な技術者などの派遣や、機材・設備の援助などを行うものである。たとえば「世界遺産第1号」のひとつであり危機遺産にもなっているシミエン国立公園（エチオピア）の場合、機材の購入などで何度か支援を受けており、1991年にはインフラストラクチャーの再建事業や機材の購入で5万ドルの援助を受けた。
旧分類でいう「教育・広報・普及啓発のための援助」は、世界遺産の保全などに繋がるように世界遺産に対する関心を高める活動などに対して行われる。たとえば、マラウイ初の世界遺産となったマラウイ湖国立公園（1984年登録）では、地域住民の啓発活動のために1995年に4,850ドルが支出されたし、ドミニカ国唯一の世界遺産モルヌ・トロワ・ピトン国立公園（1997年登録）については、2001年に啓発活動のために5,000ドルが援助された。

## 承認機関
申請に対して誰が拠出を認めるのかは、目的や上限額に応じて別々に定められている。簡略な表にまとめると以下の通りである。
| 区分                                                | 金額               | 期限                       | 承認機関           |
| --------------------------------------------------- | ------------------ | -------------------------- | ------------------ |
| 緊急援助                                            | 5,000ドル以内      | 随時                       | 世界遺産センター長 |
| 緊急援助                                            | 5,001 - 75,000ドル | 随時                       | 世界遺産委員会議長 |
| 緊急援助                                            | 75,000ドル超       | 世界遺産開催前の任意の時点 | 世界遺産委員会     |
| 準備援助                                            | 5,000ドル以内      | 随時                       | 世界遺産センター長 |
| 準備援助                                            | 5,001 - 30,000ドル | 10月31日                   | 世界遺産委員会議長 |
| 保全・管理援助 （研修・研究援助、技術協力）         | 5,000ドル以内      | 随時                       | 世界遺産センター長 |
| 保全・管理援助 （研修・研究援助、技術協力）         | 5,001 - 30,000ドル | 10月31日                   | 世界遺産委員会議長 |
| 保全・管理援助 （研修・研究援助、技術協力）         | 30,000ドル超       | 10月31日                   | 世界遺産委員会     |
| 保全・管理援助 （教育・広報・普及啓発のための援助） | 5,000ドル以内      | 随時                       | 世界遺産センター長 |
| 保全・管理援助 （教育・広報・普及啓発のための援助） | 5,001 - 10,000ドル | 10月1日                    | 世界遺産委員会議長 |

## 課題
緊急援助よりも準備援助の方に予算が振り分けられたりすることをはじめ、資金の有限性を認識した上での予算配分が適正に行われてきたかについては、かねてから問題とされていた。こうした問題は、パレスチナが2011年にUNESCO加盟国となり、2012年には初の世界遺産イエス生誕の地 : ベツレヘムの聖誕教会と巡礼路の登録を果たしたことでさらに深刻化した。
アメリカ合衆国は、国連機関の分担金支払いに関する国内法で、パレスチナに正式加盟を認める機関への拠出を認めておらず、世界遺産基金の分担金についても拠出が停止されたからである。このため、世界遺産基金の財源不足が深刻化しており、どのように調整していくかが予算編成上の問題になっている。